# Moja wojna, moja miłość
Moja wojna, moja miłość – polski film wojenny z 1975 roku w reż. Janusza Nasfetera.

## Opis fabuły
Wrzesień 1939 roku, początek wojny. Nastoletni Marek – syn oficera rezerwy, który wyrusza na front – przepojony ideami patriotyzmu, za wszelką cenę pragnie zostać bohaterem wojennym. Odrzucając propozycje bezpiecznego przychówku ze strony rodziny i wypełniając rozkaz płk. Umiastowskiego wraz z kolegą opuszcza Warszawę i wyrusza na wschód pragnąc jak najszybciej przyłączyć się do walczących oddziałów. Powolna wędrówka pomiędzy uciekającą ludnością cywilną i rozbitymi oddziałami wojska, bardzo szybko uświadamia mu czym naprawdę jest wojna. Jego kolega niedługo po wymarszu, opuszcza go, zniechęcony zaistniałą sytuacją, odmienną od tego czego oczekiwali młodzi patrioci. Marek kontynuuje swoją wędrówkę wraz z młodszą dziewczyną imieniem Elżbieta, napotkaną na posterunku wojskowej żandarmerii, która podobnie jak on zmierza, gdzieś na wschód w poszukiwaniu ojca. Kiedy wreszcie Marek dociera do upragnionego celu – twierdzy osowieckiej, gdzie trwa werbunek poborowych – okazuje się, że nie ma dla niego broni i armia go nie potrzebuje. Zagubiony i rozgoryczony, w wojennej zawierusze nieoczekiwanie uświadamia sobie, że odnajduje tytułową miłość – towarzyszkę niedoli Elżbietę.

## Obsada aktorska
- Piotr Łysak – Marek Brun
- Grażyna Michalska – Elżbieta
- Zofia Małynicz – właścicielka pałacu
- Jadwiga Chojnacka – gosposia w domu Marka
- Wiesława Mazurkiewicz – ciotka Marka
- Anna Seniuk – znajoma ojca Marka
- Elżbieta Kępińska – prostytutka
- Barbara Rachwalska – Józefa, gospodyni w pałacu
- Laura Łącz-Kuta – Iza, kuzynka Marka
- Tadeusz Kondrat – dozorca w pałacu
- Henryk Machalica – syn właścicielki pałacu
- Ryszard Barycz – ojciec Marka
- Maciej Dzienisiewicz – porucznik żandarmerii
- Zdzisław Szymański – chorąży w komisji poborowej
- Zbigniew Stawarz – sierżant na posterunku żandarmerii
- Franciszek Trzeciak – żołnierz na furmance
- Marek Frąckowiak – żołnierz na furmance
- Waldemar Gawlik – żołnierz na furmance
- Piotr Grabowski – żołnierz na furmance
- Andrzej Golejewski – kolega Marka
- Magdalena Kalenikówna – Elka, siostra Marka
- Beata Nowicka – Beata, siostra Krzysia
- Monika Stefanowicz – Monika, wnuczka właścicielki pałacu
- Krzysztof Sierocki – harcerz Krzyś, brat Beaty

i inni.

## O filmie
Film powstawał pod roboczym tytułem Czas bohaterów. Jego scenariusz w dużym stopniu był oparty na osobistych wspomnieniach Nasfetera i napisanej kilka lat wcześniej noweli. Obraz zamykał długoletni cykl twórczości reżysera, określanej przez krytyków "dramatami o dzieciach". Recenzenci przyjęli film z uznaniem, pisząc o nim jako o "oryginalnym obrazie Września jakiego do tej pory w polskim kinie nie było, opowiedzianym nie z perspektywy ułana, ale przestraszonego cywila" i przyrównując go w zakresie poruszanej problematyki do Pokolenia Wajdy i filmu Hiroszima, moja miłość Resnais’go ("dorastanie psychiczne do roli w momencie próby ostatecznej, śmierci i unicestwienia"). Zaliczyli go do najważniejszych obrazów w twórczości Nasfetera.